# Sirius Tändsticksfabrik
Ej att förväxla med Lidköpings Tändsticksfabrik
Sirius Tändsticksfabrik var en tändsticksfabrik, som grundades i Lidköping 1905 på initiativ av bryggeridisponenten Linus Westberg. Detta var en effekt av att Jönköpings och Vulcans Tändsticksfabriks AB samma år hade köpt Lidköpings Tändsticksfabrik, som hade 300 anställda, och lagt ned den. 
Fabriken låg vid Kinnegatan i Gamla staden. Den hade 240 anställda 1906 och 1910 425 anställda. En andra fabrikslokal, "Norra fabriken", anlades på andra sidan järnvägen snett emot Sirius vid stranden av Vänern och invigdes 1917. Denna fabrik lades ned 1937.
Under andra världskriget tillverkade företaget ammunition åt det svenska försvaret fram till 1945. 
Sirius ingick från 1913 i AB Förenade Svenska Tändsticksfabriker och blev 1917 en del av Svenska Tändsticks AB (STAB). Fabriken lades ned 1963.